# Pasquale Manni
Pasquale Manni (Soleto, 1796 – Soleto, 1876) è stato uno scultore italiano.
Fa parte della scuola degli scalpellini in pietra leccese di Soleto oltre che mastro fabricatore.
Figlio del mastro muratore Luigi (1772-1819) e di Vita Serra.
Tra i lavori eseguiti su committenza dell'Università di Soleto la costruzione della casa dei trovatelli ed il restauro delle carceri antiche attigue al castello. Insieme a lui lavorarono i figli Luigi (1820-1867), Donato (1833-1882) e Cesario (1837-1869). Luigi nel 1860 insieme a Domenico Scarpa riparò la volta ed il cornicione della torre campanaria dopo averne sistemata la campana grande.

## Opere
Da un diario pubblicato da Luigi Manni in La guglia di Soleto, Congedo editore (1994):
- 1836 altare del SS.Sacramento nella Chiesa di Maria Santissima Assunta in Soleto;
- 1836 altare di S.Antonio e S.Luigi nella stessa Chiesa (nome dell'autore e data sono incisi vicino al tabernacolo);
- 1837 restauro della Guglia di Raimondello Orsini a Soleto insieme a Domenico Scarpa (dal diario: " a 25 novembre 1837 si finì di riattare il campanile, e fu fatto in economia ed io mi cava a docati uno il giorno quando si travagliava sopra, e si spesero docati 176 ");
- 1837 balaustrata dell'altare di Donna Rosa Salomi nella chiesa di Maria Santissima Assunta in Soleto;
- 1839 palazzo di D.Donato Mongiò a Galatina;
- 1839 altare di D.leopoldo Rossi a Neviano;
- 1865-1867 costruzione della chiesa matrice a Serrano.